# 尼克·鮑姆加特納

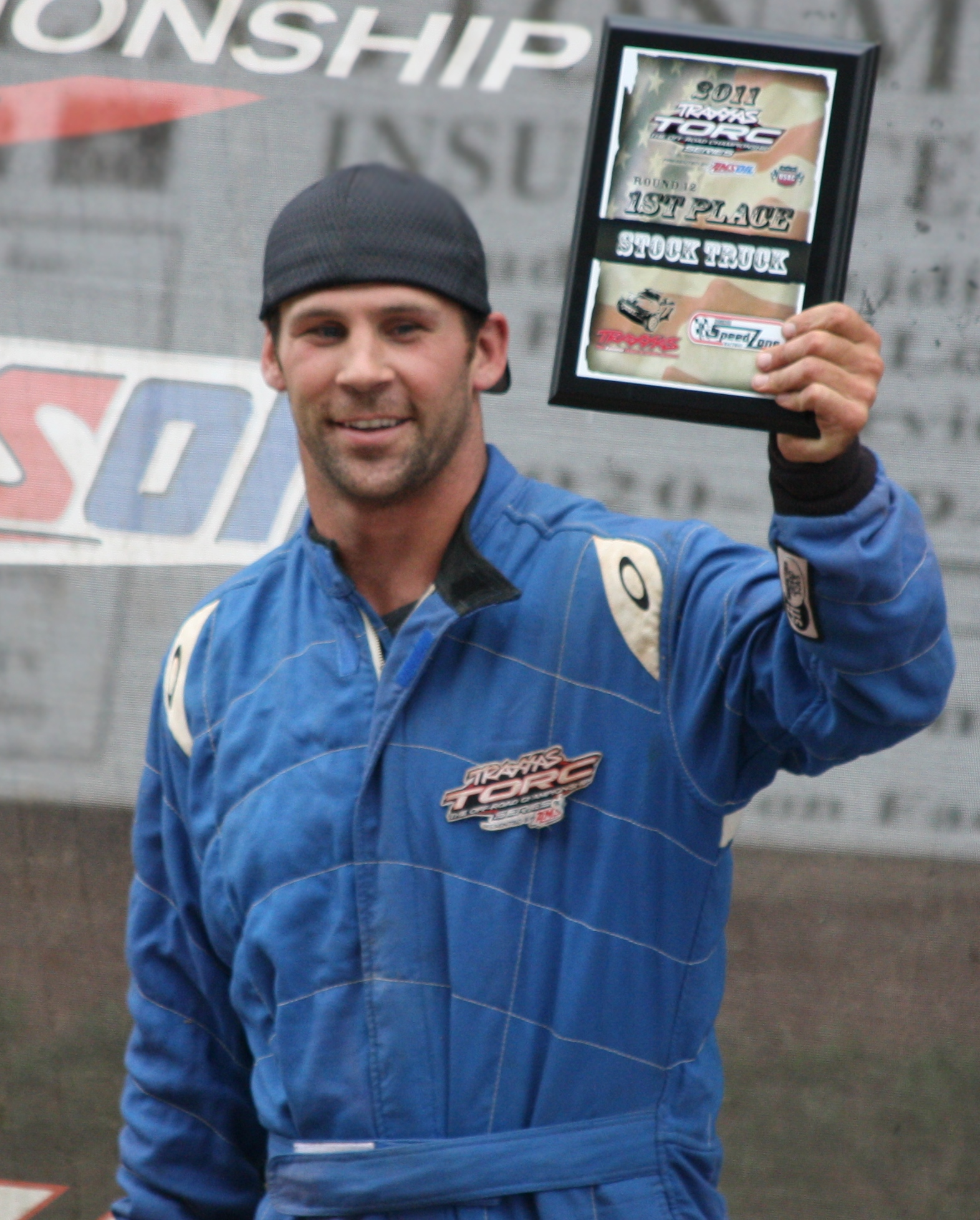
尼克·鲍姆加特纳，2011年

尼克·鮑姆加特納（英語：Nick Baumgartner，1981年12月17日—），美國單板滑雪運動員，他代表美國隊參加了中國舉行的2022年冬季奧林匹克運動會，並且在混合團體障礙追逐比賽上獲得金牌。